# Lavinia Miloşovici
Lavinia Miloşovici (Lugoj; 21 de octubre de 1976) es una gimnasta artística rumana, doble campeona olímpica en 1992, y cinco veces campeona mundial en diferentes pruebas desde 1991 a 1995.

## Carrera deportiva
En el Mundial de Indianápolis 1991 gana el oro en salto de potro —por delante de la soviética Oksana Chusovitina y la húngara Henrietta Ónodi—; además consigue dos medallas de bronce: en la viga de equilibrio y en el concurso por equipos, donde Rumania queda tras la Unión Soviética y Estados Unidos.
En los JJ. OO. de Barcelona (España) 1992 gana dos medallas de oro —en salto de potro y suelo—, una de plata —en el concurso por equipos, tras el Equipo Unificado (oro) y delante de Estados Unidos (bronce)— y una de bronce en la general individual, tras Tatiana Gutsu del Equipo Unificado y la estadounidense Shannon Miller.
Y en el Mundial de París 1992 gana el oro en barras asimétricas.
En el Mundial de Birmingham 1993 gana el oro en la viga de equilibrio, y la plata en salto, tras la bielorrusa Elena Piskun.
En el Mundial de Brisbane 1994 gana dos platas —en la general individual y en suelo— y una medalla de bronce en salto de potro, tras su compatriota Gina Gogean (oro) y la rusa Svetlana Khorkina (plata). Poco después en el Mundial de Dortmund (Alemania) donde únicamente se celebró el concurso por equipos, cosigue el oro, por delante de Estados Unidos y Rusia.
En el Mundial de Sabae 1995 gana el oro por equipos, por delante de China (plata) y Estados Unidos (bronce); asimismo gana un bronce en la general individual, tras la ucraniana Lilia Podkopayeva (oro) y la rusa Svetlana Khorkina (plata).
En el Mundial de San Juan 1996 gana el bronce en el ejercicio de suelo, tras la china Kui Yuanyuan, la rumana Gina Gogean y empatada con la ucraniana Liubov Sheremeta.
Y poco después en los JJ. OO. celebrados en Atlanta (Estados Unidos), y poniendo fin a su exitosa carrera deportiva, gana dos medallas de bronce: en equipos —tras Estados Unidos y Rusia— y en la general individual, tras la ucraniana Lilia Podkopayeva, su compatriota Gina Gogean (plata), y empatada con el bronce con otras de sus compatriotas, Simona Amanar.